# Campamento contra las fronteras
El Campamento Contra las Fronteras, o No Borders Camp es una red informal antinacionalista que organiza actividades de convivencia y protesta contra las fronteras estatales y los problemas que éstas generan a la sociedad. El campamento originalmente se realizaba una vez al año en el mes de noviembre para recordar la caída del Muro de Berlín en Alemania en 1989, símbolo de la intolerancia entre Estados y entre los sistemas económicos de aquellos días. 
Su forma de organización es por medio de la acción directa no violenta y la desobediencia civil. Se trata de varios días de acción contra el Estado-nación, contra la globalización, y contra la detención de inmigrantes y trabas fronterizas.
Estos campamentos anuales comenzaron en Europa en 2000, uno de los más famosos fue el de Fráncfort del Meno, Alemania en 2001. Oficialmente finalizaron en 2004. Sin embargo otras iniciativas tomaron el mismo nombre. La sede del campamento en 2007 es la frontera entre las ciudades de Mexicali (México) y Calexico (Estados Unidos), alentada especialmente por la existencia del muro fronterizo. 